# Adinandra steenisii
Adinandra steenisii är en tvåhjärtbladig växtart som beskrevs av Clarence Emmeren Kobuski. Adinandra steenisii ingår i släktet Adinandra och familjen Pentaphylacaceae. Inga underarter finns listade i Catalogue of Life.